# 東京都立野津田高等学校
東京都立野津田高等学校（とうきょうとりつ のづたこうとうがっこう）は、東京都町田市野津田町にある都立の高等学校。

## 設置学科
- 全日制課程　
  - 普通科
  - 体育科
  - 福祉科

## 沿革
- 1974年（昭和49年）
  - 11月1日 - 設置
  - 12月28日 - 校舎新築工事竣工
- 1975年（昭和50年）
  - 1月16日 - 校服制定
  - 4月8日 - 第1回入学式
  - 4月30日 - 校歌制定
  - 10月20日 - 生徒会発足
- 1982年（昭和57年）4月 - 学校群制度がグループ選抜制度に変更され、第7学区所属となる
- 1984年（昭和59年）10月6日 - 創立10周年式典
- 1990年（平成2年）3月31日 - 多目的コート整備完了
- 1994年（平成6年）10月29日 - 創立20周年式典
- 1995年（平成7年）
  - 1月26日 - 入学選抜に推薦入学制度を導入
  - 4月 - 校服を改定
  - 10月4日 - 健康スポーツコース、看護福祉コースを設置
- 2000年（平成12年）2月22日 - 健康スポーツコースの入学選抜に分割募集を導入
- 2004年（平成16年）
  - 4月1日 - 住所を町田市野津田町2000番地から同2001番地に変更
  - 10月30日 - 創立30周年式典
- 2006年（平成18年）4月1日 - 健康スポーツコースが体育科に、看護福祉コースが福祉科となる
- 2020年（令和2年）4月 - 第1学年の定員が5学級となる

## 所在地
- 東京都町田市野津田町2001

## 交通
出典 : 
| 乗車停留所       | のりば | 系統             | 下車停留所               | 運行事業者 |
| ---------------- | ------ | ---------------- | ------------------------ | ---------- |
| 町田バスセンター | 14     | 町45             | 「都立野津田高校」       | ■神奈中    |
| 町田バスセンター | 14     | 町26・町39       | 「野津田車庫」、徒歩10分 | ■神奈中    |
| 町田バスセンター | 21     | 町78             | 「野津田車庫」、徒歩10分 | ■神奈中    |
| 町田駅           | 12     | 町55             | 「野津田車庫」、徒歩10分 | ■神奈中    |
| 鶴川駅           | 6      | 鶴33・鶴37・鶴66 | 「野津田車庫」、徒歩10分 | ■神奈中    |
| 淵野辺駅北口     | 2      | 淵23             | 「野津田車庫」、徒歩10分 | ■神奈中    |

## 著名な関係者

### 出身者
- 秋元陽太 - サッカー選手
- 中田侑歩 - 元トランポリン選手
- 醍醐直幸 - 元陸上競技選手（男子走高跳前日本記録保持者）
- 金山典世 - 演奏家
- 遠山景織子 - 女優 ※中退
- 日向秀和 - ストレイテナーのベーシスト

### 教職員
- 三井マリ子 - 評論家、元本校英語教諭

## 主な出来事
- 1978年8月7日 - アメリカンフットボール部の部活動を行っていた生徒3人が熱中症で倒れ、うち1人が死亡[2]。